# Dżuszatuj-e Olja
Dżuszatuj-e Olja – wieś w Iranie, w ostanie Azerbejdżan Zachodni, w szahrestanie Szahin Deż. W 2006 roku liczyła 270 mieszkańców.